# Poesia visual

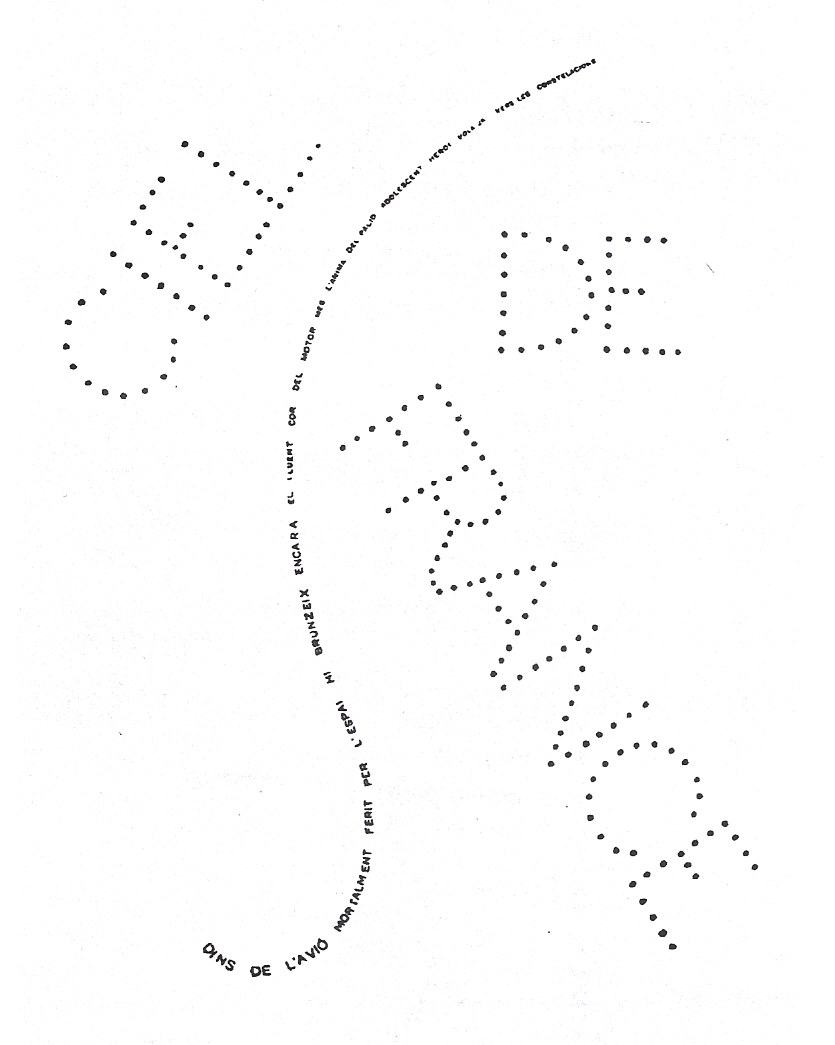
Oda a Guynemer (1915), de Josep Maria Junoy. Considerat un dels primers cal·ligrames avantguardistes en llengua catalana.

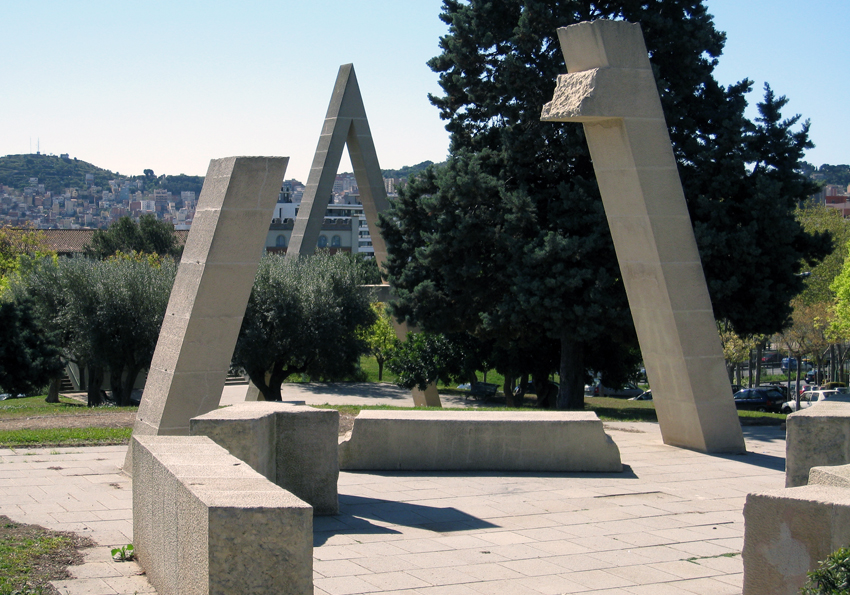
Poema visual transitable en tres parts (1984), escultura que és ensems un poema visual i "poema corpori", de Joan Brossa, davant del Velòdrom d'Horta, Parc del Velòdrom de la Vall d'Hebron, Barcelona.

La poesia visual és una expressió artística bàsicament iconogràfica i experimental que constitueix en si mateixa un gènere propi. Es pot situar a la frontera de la pintura, la fotografia, el disseny, l'escriptura, el simbolisme i inclús l'acció poètica, la música i el cartellisme. La paraula i la icona, els elements verbals i els gràfics, convergeixen amb l'objectiu d'esdevenir un resultat homogeni, amb entitat pròpia, capaç per si mateix de despertar l'interès del lector-espectador, adoptant diverses formes com la poesia fonètica, experimental, conceptual, concretisme, poemes-objecte, polipoesia, etc., lluny de la representació convencional que estaria representada per la poesia verbal. En definitiva, es tracta d'una creació poètica basada en recursos visuals, com molt bé la defineix Gustavo Vega.
Actualment s'ha generalitzat entre els autors la utilització de mitjans digitals en la creació de la seva obra, i ja es parla del Net Art o Net Poesia.
El cal·ligrama és un tipus de poema visual que fa un dibuix amb el text, on el dibuix té relació amb el contingut del poema. La poesia concreta és una forma de poesia també relacionada amb la visual.

## Història
Els orígens de la Poesia Visual els hem de buscar a l'antiguitat. Potser en els primers cal·ligrames dels poetes grecs Símmies de Rodes, Dosíades i Teòcrit, allà pel segle IV abans de Crist. Però és a partir dels cal·ligrames d'Apollinaire que es popularitza, i a la Catalunya de principis del segle XX sorgeixen figures destacades com J.M. Junoy, Joan Salvat-Papasseit i Rafel Nogueras (fent-ne l'any 1905, abans que els d'Apollinaire). 
Més tard, vingué l'explosió magnífica de tres grans creadors: Joan Brossa, Guillem Viladot i Josep Iglésias del Marquet (que van protagonitzar la primera exposició de poesia visual a l'estat espanyol, celebrada a la Petite Galerie de Lleida l'any 1971). El 1972 s'exposen poemes visuals per primera vegada a Barcelona, els seus autors són Carles Camps Mundó i Santi Pau. 
A finals del segle XX les exposicions i publicacions de Poesia Visual als Països Catalans experimenten un creixement constant, i destaquen figures com Perejaume, J.M. Calleja, Joan Puche, Gabriel Guasch, Ramon Canals i Guilera, Joaquim Brustenga-Etxauri, Paco Fanés, Bartomeu Ferrando, Jordi Vallès, Joaquim Sala i Sanahuja, Albert Ràfols-Casamada, Xavier Canals, Andreu Terrades, David Ymbernon, Toni Prat i d'altres.